# Artalens e Soïn
Artalens e Soïn (en francès Artalens-Souin) és un municipi francès situat al departament dels Alts Pirineus i a la regió d'Occitània.

## Demografia
| 1962                                       | 1968 | 1975 | 1982 | 1990 | 1999 | 2007 |
| ------------------------------------------ | ---- | ---- | ---- | ---- | ---- | ---- |
| 132                                        | 135  | 122  | 115  | 120  | 110  | 110  |
| Des de 1962: població sense dobles comptes |      |      |      |      |      |      |

## Administració
| Període   | Identitat     | Partit |
| --------- | ------------- | ------ |
| 1951-1971 | Adré Carrère  |        |
| 1971-2001 | Eloi Guiraud  |        |
| 2001-2008 | Alain Vignes  |        |
| 2008-     | Andrée Dulout |        |